# Mordella funerea
Mordella funerea là một loài bọ cánh cứng trong họ Mordellidae. Loài này được Pascoe miêu tả khoa học năm 1876.